# HD 77660
HD 77660，又名BD+32 1837，SAO 61242、HR 3606，是一颗恒星，视星等为6.46，位于銀經192.36，銀緯41.12，其B1900.0坐标为赤經8h 58m 48.3s，赤緯+32° 41.12′ 32″。